# Lillie Logan
Josephine Maria Logan, conocida como Lillie (a veces Lily) (Charleston, 2 de octubre de 1843 - 1923) fue una pintora e instructora estadounidense, activa durante muchos años en Richmond, Virginia. Se la ha descrito como "la profesora de arte probablemente más estimada de Richmond" a finales del siglo XIX.

## Trayectoria
Logan nació en la plantación Melbrook en Charleston, Carolina del Sur, Estados Unidos. Era una de los quince hijos de Anna D'Oyley Glover Logan y George William Logan, y era sobrina del médico Thomas Muldrup Logan, y hermana del general confederado del mismo nombre.
Al estallar la guerra civil estadounidense, su familia se mudó de Charleston a Columbia en un intento por preservar su propiedad de la destrucción; sin embargo, cuando William Tecumseh Sherman quemó la ciudad, su casa fue una de las destruidas durante la redada.
Logan empezó a estudiar arte, viajó a Roma en 1882 y permaneció allí hasta 1888; su instructor allí fue Giuseppe Ferrari. Al mudarse a Richmond, Logan comenzó a impartir clases en Allan House, Moldavia, que había sido el hogar de la infancia de Edgar Allan Poe.
En 1894 abrió un nuevo estudio en el número 410 de West Franklin Street. En 1904 se fue a Carolina del Norte, donde vivió un tiempo antes de regresar a Richmond, lugar en el que permaneció hasta su muerte.
Entre las alumnas de Logan cabe mencionar a Edyth Carter Beveridge, a Adele Goodman Clark y a Nora Houston. Algunas de sus obras se pueden encontrar en la colección de The Valentine, museo de Richmond, Virginia.